# Zieria hindii
Zieria hindii är en vinruteväxtart som beskrevs av J.A.Armstr.. Zieria hindii ingår i släktet Zieria och familjen vinruteväxter. Inga underarter finns listade i Catalogue of Life.